# 弯曲空间
弯曲空间（Curved Space）通常指的是非“平坦”的空间几何，其中平坦空间的曲率为零，如欧几里德几何所描述的那样。弯曲空间通常可以用黎曼几何来描述，尽管一些简单的情况可以用其他方式来描述。弯曲空间在广义相对论中起着至关重要的作用，在广义相对论中，引力通常被形象化为弯曲空间。 Friedmann–Lemaitre–Robertson–Walker 度量是一个曲线度量，它构成了当前描述空间膨胀和宇宙形状的基础。爱因斯坦说空间是弯曲的，物质是曲率的来源。物质也是引力的来源，因此引力与曲率有关。 

## 简单的二维示例
弯曲空间的一个非常熟悉的例子是球体的表面。虽然从人們熟悉的角度来看，球体看起来是三维的，但如果一个物体被限制在表面上，它只能在两个维度中移动。球体的表面可以完全用二维来描述。因为无论如何表面看起来很粗糙，它仍然只是一个表面，它是一个体积的二维外边界。即使是复杂分形的地球表面，也只是体积外部的二维边界。

## 延伸阅读
- The Feynman Lectures on Physics Vol. II Ch. 42: Curved Space （页面存档备份，存于）
- Papastavridis, John G. . . Boca Raton: CRC Press. 1999: 211–218. ISBN 0-8493-8514-8.